# Население Витебска
Численность населения Витебска и населённых пунктов, относящихся к Витебскому горсовету, на 1 января 2020 года составила 364 800 человек. По численности населения Витебск занимает первое место в Витебской области и третье место в Республике Беларусь после Минска и Гомеля. В городе наблюдается естественная убыль населения из-за превышения смертности над рождаемостью (в 2014—2016 года был зафиксирован естественный прирост), но вследствие внутриреспубликанской и международной миграции численность населения растёт с середины 2000-х годов.

## Численность
| Численность населения с 1897 года: | Численность населения с 1897 года: | Численность населения с 1897 года: | Численность населения с 1897 года: | Численность населения с 1897 года: | Численность населения с 1897 года: | Численность населения с 1897 года: | Численность населения с 1897 года: | Численность населения с 1897 года: | Численность населения с 1897 года: | Численность населения с 1897 года: |
| год                                | 1897                               | 1939                               | 1959                               | 1970                               | 1979                               | 1989                               | 1996                               | 2001                               | 2002                               | 2003                               |
| ---------------------------------- | ---------------------------------- | ---------------------------------- | ---------------------------------- | ---------------------------------- | ---------------------------------- | ---------------------------------- | ---------------------------------- | ---------------------------------- | ---------------------------------- | ---------------------------------- |
| население                          | 65 900                             | 167 299                            | 148 300                            | 230 804                            | 296 605                            | 350 004                            | 350 025                            | 347 828                            | 348 031                            | 348 204                            |
| год                                | 2004                               | 2005                               | 2006                               | 2007                               | 2008                               | 2009                               | 2010                               | 2011                               | 2012                               | 2013                               |
| население                          | 347 214                            | 347 129                            | 347 888                            | 348 878                            | 350 909                            | 353 040                            | 357 651                            | 361 833                            | 366 948                            | 369 392                            |
| год                                | 2014                               | 2015                               | 2016                               | 2017                               | 2018                               | 2019                               | 2020                               |                                    |                                    |                                    |
| население                          | 370 604                            | 373 894                            | 376 226                            | 377 595                            | 377 932                            | 378 459                            | 364 800                            |                                    |                                    |                                    |

## Национальный состав
| Национальный состав по переписи населения 2009 года | Национальный состав по переписи населения 2009 года | Национальный состав по переписи населения 2009 года |
| Народ                                               | Численность                                         | %                                                   |
| --------------------------------------------------- | --------------------------------------------------- | --------------------------------------------------- |
| Белорусы                                            | 279 978                                             | 80,47%                                              |
| Русские                                             | 44 084                                              | 12,67%                                              |
| Украинцы                                            | 4571                                                | 1,31%                                               |
| Евреи                                               | 1310                                                | 0,38%                                               |
| Поляки                                              | 1015                                                | 0,29%                                               |
| Армяне                                              | 337                                                 | 0,1%                                                |
| Цыгане                                              | 302                                                 | 0,09%                                               |
| Туркмены                                            | 213                                                 | 0,06%                                               |
| Азербайджанцы                                       | 201                                                 | 0,06%                                               |
| Татары                                              | 198                                                 | 0,06%                                               |
| Молдаване                                           | 131                                                 | 0,04%                                               |
| Арабы                                               | 123                                                 | 0,04%                                               |
| Литовцы                                             | 117                                                 | 0,03%                                               |
| Латыши                                              | 106                                                 | 0,03%                                               |
| Грузины                                             | 105                                                 | 0,03%                                               |
| Китайцы                                             | 87                                                  | 0,03%                                               |
| Казахи                                              | 55                                                  | 0,02%                                               |
| Немцы                                               | 55                                                  | 0,02%                                               |
| Чуваши                                              | 49                                                  | 0,01%                                               |
| Узбеки                                              | 48                                                  | 0,01%                                               |
| Болгары                                             | 41                                                  | 0,01%                                               |
| Мордва                                              | 40                                                  | 0,01%                                               |

| Национальный состав по переписи населения 1959 года | Национальный состав по переписи населения 1959 года | Национальный состав по переписи населения 1959 года |
| Народ                                               | Численность                                         | %                                                   |
| --------------------------------------------------- | --------------------------------------------------- | --------------------------------------------------- |
| Белорусы                                            | 100 626                                             | 67,85%                                              |
| Русские                                             | 31 879                                              | 21,5%                                               |
| Евреи                                               | 10 384                                              | 7%                                                  |
| Украинцы                                            | 3319                                                | 2,24%                                               |
| Поляки                                              | 809                                                 | 0,55%                                               |
| Татары                                              | 133                                                 | 0,09%                                               |
| Прочие                                              | 1150                                                | 0,78%                                               |

| Национальный состав по переписи населения 1939 года | Национальный состав по переписи населения 1939 года | Национальный состав по переписи населения 1939 года |
| Народ                                               | Численность                                         | %                                                   |
| --------------------------------------------------- | --------------------------------------------------- | --------------------------------------------------- |
| Белорусы                                            | 92 587                                              | 55,3%                                               |
| Евреи                                               | 37 095                                              | 22,2%                                               |
| Русские                                             | 28 817                                              | 17,2%                                               |
| Украинцы                                            | 3119                                                | 1,8%                                                |
| Поляки                                              | 2616                                                | 1,6%                                                |
| Латыши                                              | 985                                                 | 0,6%                                                |
| Литовцы                                             | 404                                                 | 0,2%                                                |
| Прочие                                              | 3065                                                | 1,8%                                                |

## Рождаемость, смертность, естественный прирост
В 2017 году в Витебске (с учётом населённых пунктов, подчинённых Витебскому горсовету) родилось 3526 и умерло 3846 человек. В пересчёте на 1000 человек рождаемость составила 9,3 (9,4 в пределах города), смертность — 10,2 (средние показатели по области — 9,6 и 14,4; по Республике Беларусь — 10,8 и 12,6). В 2014—2016 годах в Витебске наблюдался естественный прирост населения, в 2017 году в Витебске, как и во всех остальных городах и районах области, была зарегистрирована естественная убыль населения. Коэффициент рождаемости в Витебске самый низкий среди всех областных центров, коэффициент смертности населения — самый высокий.
| Коэффициенты рождаемости и смертности в Витебске и области:                                     |
| Графики недоступны из-за технических проблем. См. информацию на Фабрикаторе и на mediawiki.org. |

| год      | 2005  | 2008 | 2009 | 2010 | 2011 | 2012 | 2013 | 2014 | 2015 | 2016 | 2017 | 2018 |
| -------- | ----- | ---- | ---- | ---- | ---- | ---- | ---- | ---- | ---- | ---- | ---- | ---- |
| Родилось | 3024  | 3795 | 3914 | 3833 | 3945 | 4169 | 4142 | 4184 | 4301 | 4164 | 3526 | 3228 |
| Умерло   | 4153  | 4087 | 4115 | 4317 | 4082 | 4123 | 4197 | 4011 | 4075 | 3945 | 3846 | 4107 |
| Сальдо   | -1129 | -292 | -201 | -484 | -137 | +46  | -55  | +173 | +226 | +219 | -320 | -879 |

## Возрастные группы
На 1 января 2018 года 16,1% населения Витебска было в возрасте моложе трудоспособного, 60,4% — в трудоспособном возрасте (60,3% с учётом населённых пунктов, относящихся к Витебскому горсовету), 23,5% — в возрасте старше трудоспособного (23,6% для всего горсовета; средние показатели по области — 16,1%, 56,6%, 27,3% соответственно).
| Год  | Моложе трудоспособного | Трудоспособных | Старше трудоспособного |
| ---- | ---------------------- | -------------- | ---------------------- |
| 2006 | 15%                    | 65,7%          | 19,3%                  |
| 2011 | 14,2%                  | 64,7%          | 21,1%                  |
| 2016 | 15,7%                  | 61,1%          | 23,2%                  |
| 2017 | 15,9%                  | 60,3%          | 23,8%                  |
| 2018 | 16,1%                  | 60,3%          | 23,6%                  |

## Браки и разводы
В 2017 году в Витебске было зарегистрировано 2525 браков и 1442 развода. В пересчёте на 1000 человек число браков составило 6,7 (среднее по области — 6,4), число разводов — 3,8 (среднее по области — 3,4).
| Количество браков и разводов в Витебске:                                                        |
| Графики недоступны из-за технических проблем. См. информацию на Фабрикаторе и на mediawiki.org. |

## Миграции
В Витебск приезжает больше людей, чем выезжает из города. В 2017 году миграционный прирост составил 657 человек, но в предшествующие годы он составлял более тысячи человек ежегодно. Всего за 2017 год в Витебск приехало 8796 человек и выехало 8139 человек. Во всей области только в Витебске и, с 2013 года, в Витебском районе, наблюдается устойчивый миграционный прирост; в нескольких районах он фиксируется не каждый год, а в большинстве районов наблюдается устойчивая миграционная убыль:
| год                | 2005 | 2010   | 2013 | 2014 | 2015 | 2016 | 2017 |
| ------------------ | ---- | ------ | ---- | ---- | ---- | ---- | ---- |
| Прибыло в Витебск  | 8800 | 10 050 | 7701 | 9302 | 9500 | 8989 | 8796 |
| Выбыло из Витебска | 6739 | 5384   | 6434 | 6185 | 7394 | 7839 | 8139 |
| Сальдо             | 2061 | 4666   | 1267 | 3117 | 2106 | 1150 | 657  |